# Svítkov
Svítkov je evidenční a katastrální část Pardubic v městském obvodu Pardubice VI. Nachází se na západním okraji města. Dříve to byla samostatná obec, ale rozrůstáním Pardubic se roku 1964 začlenila pod toto město. Žije zde 3 892 obyvatel.
S centrem města je Svítkov spojen linkami MHD číslo 8, 88, 15, 14, 29, 90 (spoj: hlavní nádraží – mezinárodní letiště) a linkami ČD. Vlaková zastávka leží přímo na koridoru Pardubice – Praha.
V těsné blízkosti je pardubické letiště, plochodrážní stadion, kde se jezdí od roku 1964 Zlatá přilba, dostihové závodiště, kde se každoročně pořádá Velká pardubická. Ve Svítkově také působí hokejbalový klub Svítkov Stars na stadionu u Bylanky, který dosáhl několik úspěchů především v mládežnických kategoriích.

## Pamětihodnosti

### Kaple Narození Panny Marie
Kaple Narození Panny Marie stojí na návsi v původní staré zástavbě vsi. Postavena byla roku 1885. V ní je umístěna socha Panny Marie Chudých původně z poutního města Banaux v Belgie odkud byla zaslána řádovým sestrám pardubického kláštera „U Kostelíčka“.

### Zvonička Církve československé husitské
Funkcionalistická zvonička Církve československé husitské stojí za kaplí Narození Panny Marie na návsi ve staré zástavbě Svítkova. Byla postavena v roce 1927. Zvon byl sundán během druhé světové války.

### Pomník Jana Žižky
Zřizovatelem pomníku Jana Žižky byl místní občan Václav Šáda. Ten původně nechal ve Svítkově vystavět pomník Josefu II. coby příznivci rolníků. Ten byl po roce 1918 odstraněn a Václav Šáda nechal na truc vystavět další pomník tentokrát Janu Žižkovi a to v polích mezi Svítkovem a Popkovicemi. Takto umístěný pomník později překážel další výstavbě a proto byl v roce 1969 přesunut do parku, kde je dodnes. Skládá se z podstavce a sochy vojevůdce.

### Pamětní deska Luďka Matury
Pamětní deska protinacistického odbojáře Luďka Matury byla dříve umístěna na jeho rodném domě v Přerovské ulici. Po jeho demolici byla v roce 2017 přenesena na kamenný blok v parku.

## Galerie

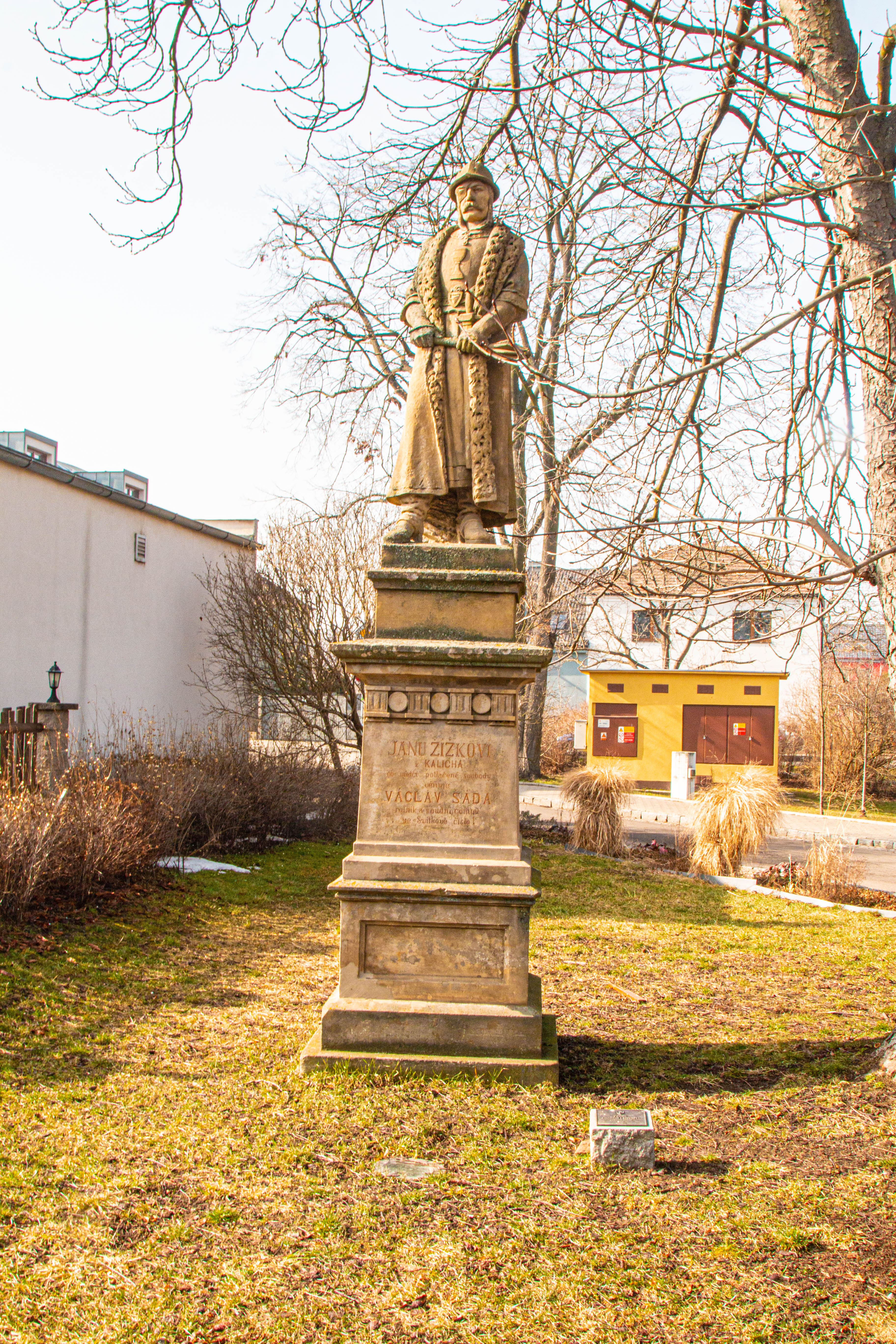
Pomník Jana Žižky ve Svítkovském parku
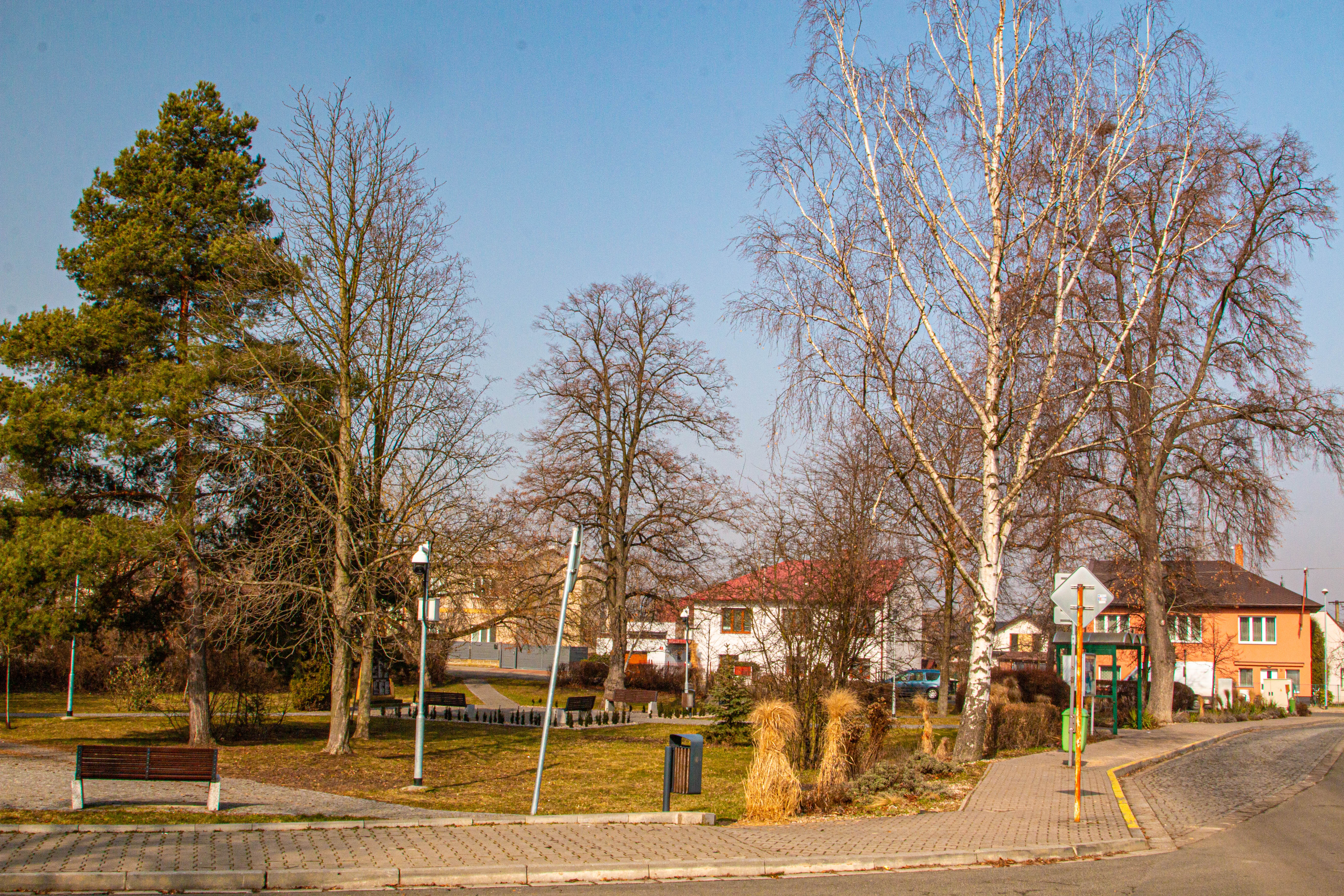
Svítkovský park
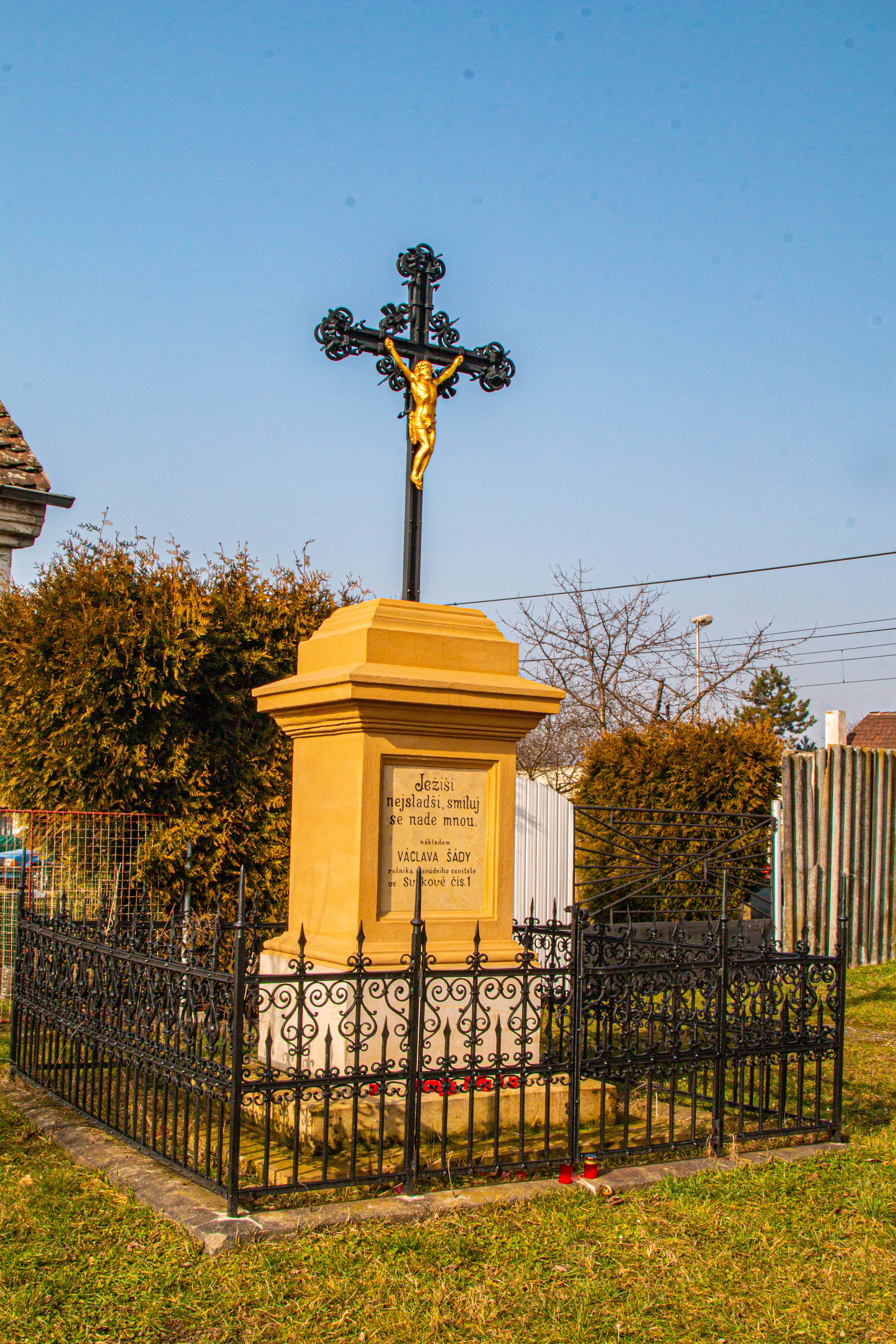
Křížek ve Svítkově u vlakové zastávky

## Příroda
Svítkovem protéká potok Bylanka, v jejíž blízkosti se pohybuje například i ledňáček říční. V posledních letech dochází k vysychání a výskyt ptactva, počet ryb a ostatních živočichů se zmenšuje.